# Isabelle Maillet
Pour les articles homonymes, voir Maillet.
Isabelle Maillet est une traductrice française depuis l'anglais.
Elle a traduit surtout des romans policiers et des thrillers américains de Dennis Lehane, dont elle est la traductrice attitrée, de Jeffery Deaver, James Sallis. Elle a aussi traduit des auteurs britanniques comme Dorothy L. Sayers ou Ian Rankin.
Par ailleurs, elle a traduit des romans de littérature générale comme Chronique d'un été de Patrick Gale ou Pilgrim de Timothy Findley.